# David Lee McInnis
Pour les articles homonymes, voir McInnis.
David Lee McInnis, né à Green Bay (Wisconsin) le 12 décembre 1973, est un acteur américain établi à Séoul où il travaille depuis 1999.

## Biographie
David Lee McInnis naît à Green Bay, au Wisconsin, et est le fils unique d'un père américain d'origines allemande et irlandaise, Thomas McInnis, et de Diana McInnis, née Lee Suk-Hyang, une Coréenne originaire de Jinju, dans la province du Gyeongsang du Sud. Son père a servi dans l'armée américaine en Corée.
Il grandit à Antigo, dans le Wisconsin ainsi qu'à Honolulu, dans l'État d'Hawaï.

## Filmographie partielle

### Au cinéma
- 1999 : The Cut Runs Deep : J.D.
- 2004 : Nae meorisokui jiwoogae : Fash
- 2005 : Tae-poong : Somchai
- 2007 : Never Forever : Andrew Lee
- 2007 : Gidam : Onji Koshiro
- 2009 : Initiation : Osamu
- 2010 : The Mikado Project : Jace
- 2010 : Night Out: Vampires : David
- 2012 : Fuite à travers l'Himalaya (Wie zwischen Himmel und Erde) : Tashi
- 2012 : Broke as a Joke : Luke
- 2013 : Who Killed Johnny : Max 2
- 2014 : Jackie Boy : Hero Cop
- 2014 : Ruprecht : Jin-Ho
- 2015 : Seoul Searching : Sergeant Gallagher
- 2020 : Samjin Company English Class

#### Prochainement
- Destiny : Winston (court-métrage)
- Unspoken: Diary of an Assassin : Actor

### À la télévision
- 2009 : Iris (Ailiseu) : IRIS soldier (saison 1, 3 épisodes)
- 2010-2012 : Hawaii 5-0 : Ken Nakoa
- 2013 : Gu Family Book : Kageshima
- 2013 : Iris (Ailiseu) : Ray (saison 2, 14 épisodes)
- 2016 : Descendants of the Sun : David Argus
- 2017 : Man to Man : Petrov
- 2018 : Mr. Sunshine : Kyle Moore
- 2019 : Kill It : Pavel

### Webséries
- 2011 : Mortal Kombat: Legacy